# Interact Home Computer System
Interact Home Computer System (Home Computer System) је био кућни рачунар фирме Interact који је почео да се производи у Сједињеним Америчким Државама од 1979. године.
Користио је Intel 8080 A као микропроцесор. RAM меморија рачунара је имала капацитет од 8 или 16 KB. 

## Детаљни подаци
Детаљнији подаци о рачунару Home Computer System су дати у табели испод.
|                       |                                                   |
| [ 1 ]                 |                                                   |
| Произвођач            |                                                   |
| Тип                   | кућни рачунар                                     |
| Меморија              | 8 или 16 KB                                       |
| Поријекло             | Сједињене Америчке Државе                         |
| Година                | 1979                                              |
| Тастатура             | QWERTY, chicklet тастатура, 53 тастера            |
| Процесор              |                                                   |
| Фреквенција процесора | 2                                                 |
| RAM                   | 8 или 16 KB                                       |
| ROM                   | 2 KB                                              |
| Текст                 | 17 знакова x 12 линија                            |
| Графика               | 112 x 78 са 4 боје                                |
| Боја                  | 8                                                 |
| Звук                  | 1 глас, 4 октаве                                  |
| Димензије             | 46,3 (ширина) x 26,5 (дубина) x 10 (висина) / 5,8 |
| Портови               |                                                   |
| Оперативни систем     |                                                   |